# 無慚
無慚（むざん）（梵: āhrīkya、アーフリーキヤ）は仏教が教える煩悩のひとつ。
はじらいのないこと。なお、 慚とは、法灯明として自分の出世間たる仏の教えに照らして恥じる心のこと。
説一切有部の五位七十五法のうち、大不善地法の一つ。唯識派の『大乗百法明門論』によれば随煩悩位に分類され、そのうち中随煩悩である。
五位七十五法の大善地法「慚」の逆の心作用。